# وزة غراء

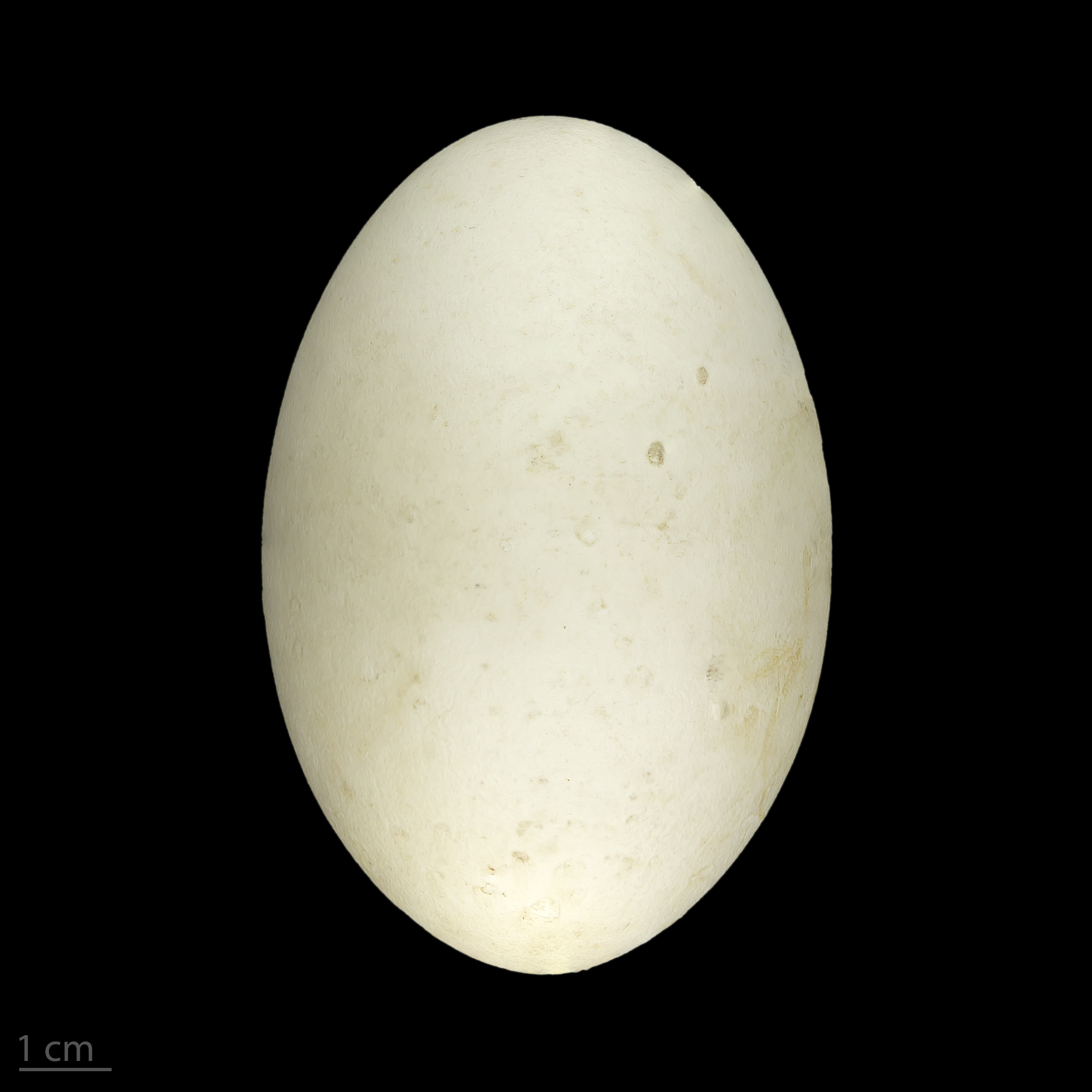
Anser albifrons

وزة غراء تسمى أيضا إوز أبيض الجبهة (الاسم العلمي:   Anser  albifrons) (بالإنجليزية: Greater  White-fronted  Goose)‏ هو طائر ينتمي إلى إوزيات (فصيلة: Anatidae).

## معرض صور

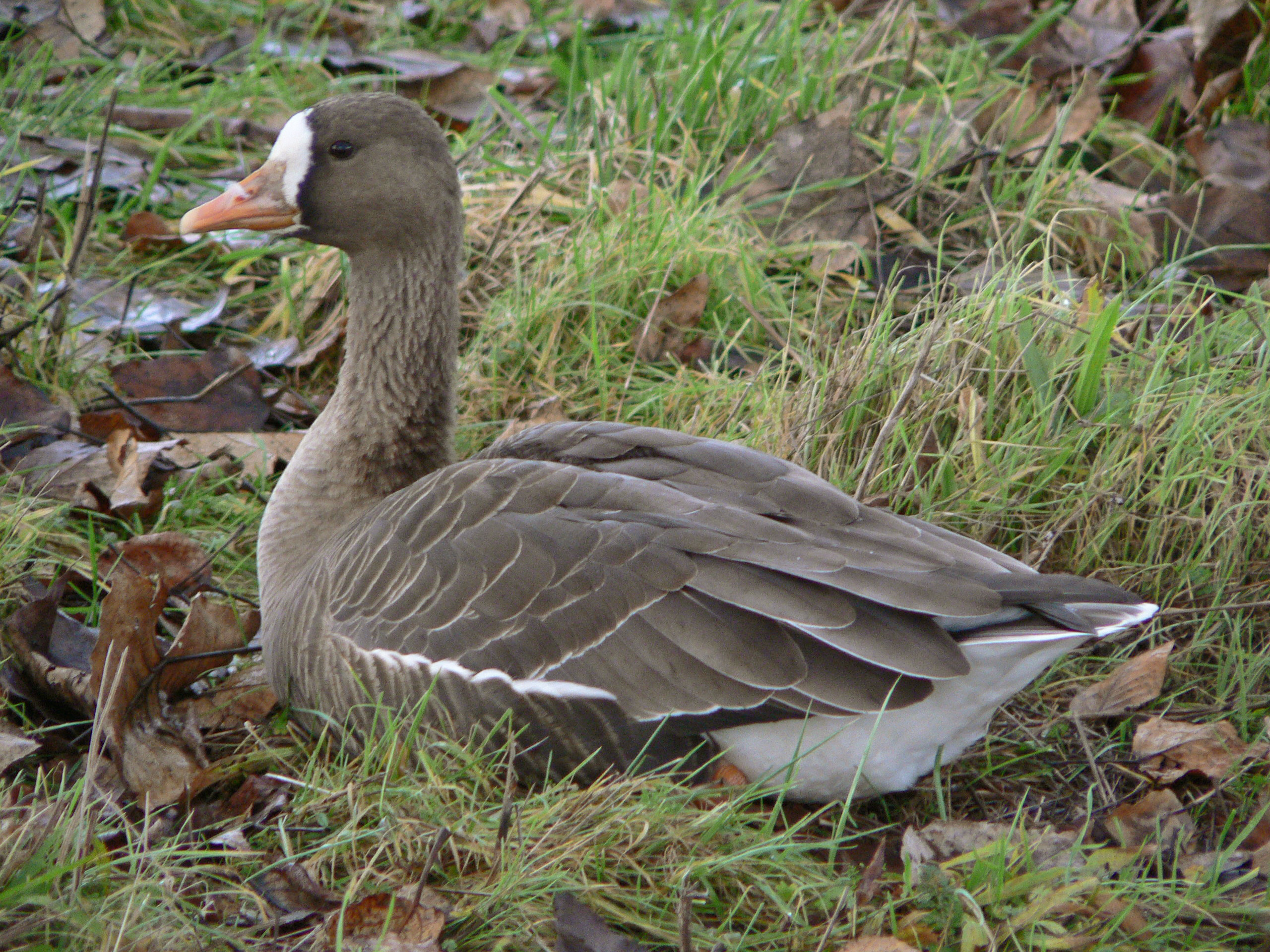
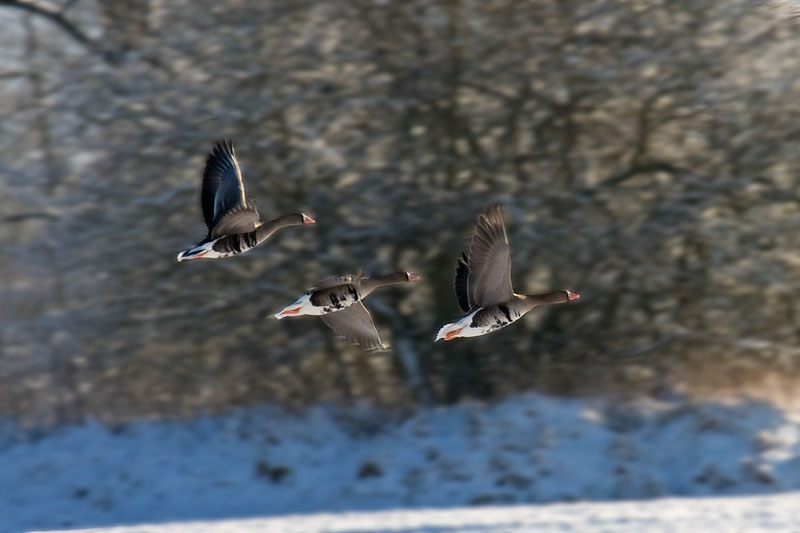
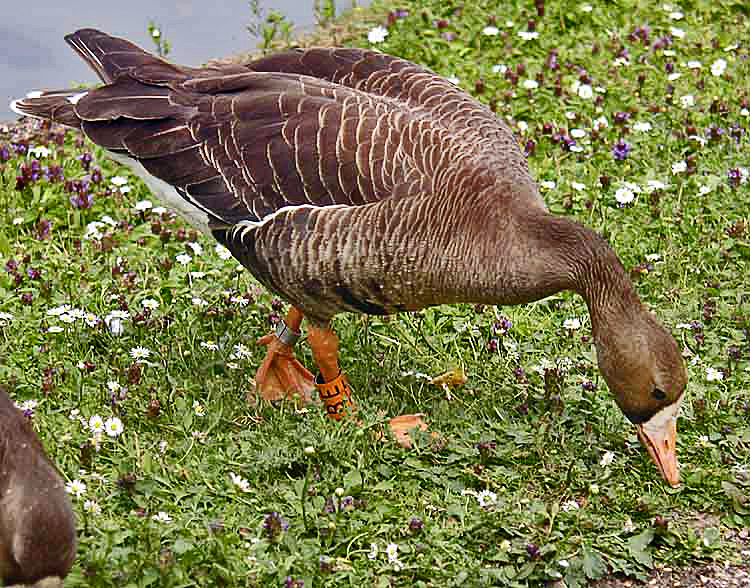
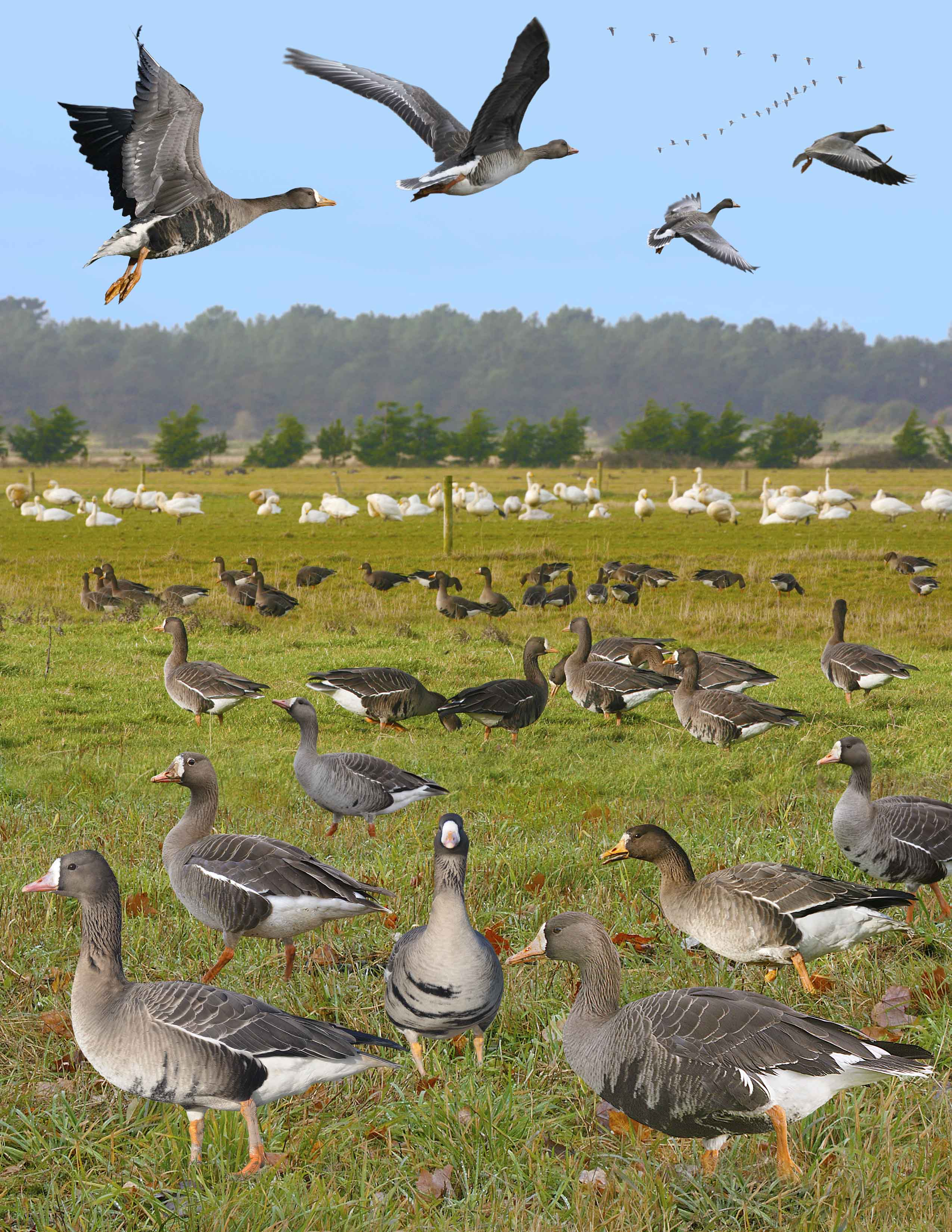